# Dodekanisa
Dodecanese (tiếng Hy Lạp: Δωδεκάνησα, Dodekánisa, [ðoðeˈkanisa], tiếng Anh: /doʊdɪkəˈniːz/, nghĩa là 'mười hai đảo'[a]) là một nhóm gồm 12 đảo lớn và 150 đảo nhỏ thuộc chủ quyền của Hy Lạp tại biển Aegea, trong đó 26 đảo có cư dân sinh sống. Nhóm đảo này thường được coi là cực đông của biển Crete.  Chúng thuộc nhóm đảo Nam Sporades. Các đảo có một lịch sử phong phú, và ngay cả các đảo nhỏ nhất cũng tự hào với hàng chục nhà thờ theo kiến trúc Byzantine và các lâu đài thời Trung cổ.
Đảo có lịch sử quan trọng và được biết đến nhiều nhất là Rhodes, trong cả thiên niên kỷ, toàn bộ khu vực được các thế lực trên đảo này kiểm soát. Trong số các đảo khác, Kos và Patmos cũng có lịch sử quan trọng; chín đảo lớn còn lại là Astipalea, Kalimnos, Karpathos, Kasos, Leros, Nisyros, Symi, Tilos và Kastelorizo (thực ra nằm ở phía đông của Địa Trung Hải). Các đảo khác trong chuỗi có thể kể đến là Agathonisi, Alimia, Arkoi, Chalki, Farmakonisi, Gyali, Kinaros, Lebynthos, Lipsi, Nimos, Pserimos, Saria, Syrna và Telendos.

## Lịch sử

### Tiền sử và thời cổ xưa
Dodecanese có người định cư từ thời tiền sử. Trong thời kỳ Neopalatial trên đảo Crete, các hòn đảo bị Minoa hóa (tiếp xúc bắt đầu từ thiên niên kỷ thứ 2 TCN). Sau sự sụp đổ của Minoa, các đảo chịu sự quản lý của những người Hy Lạp Mycenaea từ khoảng năm 1400 TCN, cho đến khi những người Doria đến vào khoảng năm 1100 TCN. Vào thời kỳ Doria, các đảo trở nên thịnh vượng với vị thế một thực thể độc lập, phát triển một nền kinh tế và văn hóa vững mạnh trong các thế kỷ sau đó. Vào đầu thời kỳ cổ xưa, Rhodes và Kos nổi lên thành những đảo chính trong nhóm, và đến thế kỷ thứ 6 TCN, người Doria đã lập nên ba thành phố chính trên đảo Rhodes (Lindos, Kameiros và Ialyssos). Cùng với đảo Kos và các thành phố Knidos và Halicarnassos trên lục địa Tiểu Á, chúng tạo nên Hexapolis Doria.

### Thời kỳ cổ đại
Sự phát triển này bị gián đoạn vào khoảng năm 499 TCN do các cuộc chiến tranh Hy Lạp-Ba Tư, trong đó các hòn đảo bị người Ba Tư chiếm đóng trong một thời gian ngắn. Sau khi người Ba Tư thất bại trước người Athens vào năm 478 TCN, các thành phố gia nhập liên minh Delos do Athens thống trị. Khi chiến tranh Peloponnesus nổ ra vào năm 431 TCN, họ hầu như trung lập mặc dù vẫn là các thành viên của liên minh.
Khi chiến tranh Peloponnesus kết thúc vào năm 404 TCN, Dodecanese chủ yếu đã nằm ngoài các cuộc xung đột Aegea lớn hơn, và đã bắt đầu một giai đoạn tương đối yên bình và thịnh vượng. Năm 408 TCN, ba thành phố trên đảo Rhodes đã thống nhất thành một nhà nước, kinh thành mới được xây dựng ở cực bắc của đảo, cũng được đặt tên là Rhodes; Rhodes thống nhất sẽ thống trị khu vực trong thiên niên kỷ tới. Các đảo khác của Dodecanese cũng phát triển thành những trung tâm kinh tế và văn hóa có ý nghĩa; đáng chú ý nhất là Kos đã trở thành nơi đặt trường dược do Hippocrates thành lập.
Tuy nhiên, cuộc chiến Peloponnesus đã làm suy yếu toàn bộ sức mạnh quân sự của nền văn minh Hy Lạp và mở đường cho các cuộc xâm lược từ bên ngoài. Năm 357 TCN, các đảo bị vua Mausolus của Caria xâm chiếm, sau đó đến lượt người Ba Tư vào năm 340 TCN. Nhưng giai đoạn cai trị thứ hai của người Ba Tư cũng khá ngắn ngủi như giai đoạn đầu tiên, và các đảo nhanh chóng trở thành một phần của Vương quốc Macedonia khi Alexandros Đại đế đã xuất kích và đánh bại người Ba Tư vào năm 332 TCN.
Sau khi Alexandros mất, các đảo, và thậm chí là đảo Rhodes, bị phân chia giữa các tướng lĩnh đang tranh giành để kế nhiệm ông. Các hòn đảo hình thành nên mối quan hệ thương mại mạnh mẽ với Ptolemaios ở Ai Cập, và cùng với họ thành lập liên minh Rhodes-Ai Cập, kiểm soát thương mại trên toàn vùng Aegea trong thế kỷ 3 TCN. Dẫn đầu bởi Rhodes, các đảo phát triển thành các trung tâm hàng hải, thương mại và văn hóa,: đồng tiền của Rhodes được lưu hành ở gần như khắp mọi nơi tại Địa Trung Hải, và các trường phái của các đảo về triết học, văn học và tu từ học trở nên nổi tiếng. Tượng thần Mặt Trời ở Rhodes, được xây dựng vào năm 304 TCN, có lẽ là một biểu tượng tốt nhất cho sự giàu có và quyền lực của họ.
Năm 164 TCN, Rhodes ký kết một hiệp ước với La Mã, và các đảo trở thành đồng minh của đế quốc La Mã trong khi hầu như duy trì quyền tự chủ của mình. Rhodes nhanh chóng trở thành một trung tâm giáo dục lớn cho các gia đình quý tộc La Mã và cả quần đảo (đặc biệt là Rhodes) là các đồng minh quan trọng của La Mã, họ được hưởng nhiều đặc quyền và mối quan hệ nói chung là thân thiện. Song những điều này đã biến mất vào năm 42 TCN, trong tình trạng hỗn loạn sau vụ ám sát Julius Caesar năm 44 TCN, và Gaius Cassius Longinus đã xâm lược và cướp phá các đảo. Sau đó, các đảo trở thành một phần của đế quốc La Mã. Titus chọn Rhodes là thủ phủ của Provincia Insularum, và cuối cùng các đảo hợp nhất với Crete để trở thành tỉnh thứ 18 của đế quốc La Mã.
Vào thế kỷ 1, Thánh Phaolô đã hai lần viếng thăm các đảo, và Thánh Gioan đã đến nhiều lần; họ đã thành công trong việc cải đạo Thiên Chúa cho người dân trên các đảo, khiến họ trở thành vùng đầu tiên mà Thiên Chúa giáo thống trị. Thánh Gioan cuối cùng đã cư trú cùng họ, sau bị lưu đày đến Patmos và tại đây ông đã viết Sách Khải Huyền nổi tiếng.

### Thời kỳ Trung cổ
Khi đế quốc La Mã bị phân chia thành hai nửa Đông-Tây vào năm 395, các đảo trở thành một phần của đế quốc Đông La Mã (Byzantine). Hiện trạng này kéo dài trong gần một thiên niên kỷ, mặc dù cũng bị ngắt quãng do các vụ xâm lược. Trong giai đoạn này, các đảo bắt đầu tái xuất hiện như những thực thể độc lập, và thuật ngữ Dodecanese bắt đầu tồn tại từ thế kỷ thứ 8. Các vết tích từ thời kỳ Đông La Mã vẫn còn lại trên các đảo cho đến nay, đáng chú ý là hàng trăm nhà thờ từ thời kỳ các nhà nước khác nhau vẫn được bảo tồn.
Vào thế kỷ 13, trong cuộc Thập tự chinh lần thứ 4, người Ý bắt đầu xâm lược nhiều phần của Dodecanese, dưới danh nghĩa chính thức của đế quốc Nicea; Cộng hòa Venezia (Querini, Cornaro) và Cộng hòa Genova (Vignoli), mỗi gia đình chiếm giữ một số đảo trong một thời gian ngắn, trong khi thầy tu Basil Cả cai quản Patmos và Leros. Cuối cùng, đến thế kỷ 14, thời kỳ Đông La Mã đi đến hồi kết và các đảo về tay lực lượng Hiệp sĩ Cứu tế: Rhodes bị xâm chiếm vào năm 1309, và các đảo còn lại dần bị chiếm vào các thập niên kế tiếp. Các Hiệp sĩ đã biến Rhodes thành thành trì của họ, biến kinh thành thành một thành phố Trung cổ vĩ đại với một pháo đài hùng vĩ, các pháo đài và thành trì nằm rải rác tại các đảo còn lại.
Những công sự lớn này đã có thể đẩy lùi cuộc xâm lược của Sultan Ai Cập vào năm 1444 và của Mehmed II vào năm 1480. Tuy nhiên, cuối cùng thì thành Rhodes cũng rơi vào tay Suleiman Đại đế vào năm 1522, và các đảo khác bị tàn phá cùng năm. Các Hiệp sĩ còn lại chạy đến Malta.

### Thời kỳ Ottoman cai trị
Các đảo có hàng trăm năm nằm dưới sự cai trị của đế chế Ottoman. Dodecanese là một phần của Vilayet của quần đảo. Cư dân các đảo được cho phép giữ lại một số đặc quyền miễn là họ chấp thuận nằm dưới quyền cai trị của Ottoman. Bằng sắc lệnh của Suleiman, họ đã phải trả một loại thuế đặc biệt để phục hồi lại tình trạng tự trị đặc biệt theo đó cấm các tướng Ottoman can thiệp vào công việc dân sự hoặc ngược đãi cư dân. Các đảm bảo, cộng với vị trí chiến lược tại ngã tư các tuyến đường vận chuyển của tàu thuyền trên Địa Trung Hải, đã cho phép các đảo phát triển thịnh vượng. Mặc dù số cư dân Hy Lạp áp đảo (chỉ Rhodes và Kos là có các cộng đồng người Thổ) có mối thiện cảm hướng đến đất nước Hy Lạp sau khi nước này tuyên bố độc lập vào năm 1822, song cư dân các đảo đã không tham gia vào Chiến tranh giành độc lập Hy Lạp, tiếp tục duy trì tình trạng của một quần đảo bán tự trị của các thương gia Hy Lạp bên trong đế chế Ottoman. Thật vậy, thế kỷ 19 là một trong những thời kỳ thịnh vượng nhất của các đảo, và có một số biệt thự còn lại trên các đảo hiện nay đã được xây từ giai đoạn này.

### Thời kỳ Ý cai trị
Sau khi bùng nổ chiến tranh Ý-Thổ Nhĩ Kỳ tại Libya gần đó, quần đảo cuối cùng đã tuyên bố độc lập khỏi đế chế Ottoman vào năm 1912, tuyên bố thành lập Liên hiệp Quần đảo Dodecanese. Nhà nước non trẻ nãy bị hủy bỏ ngay lập tức bằng cuộc xâm lược của Ý, thế lực đang thèm muốn các hòn đảo, đặc biệt là pháo đài Rhodes, để kiểm soát thông tin liên lạc giữa Thổ Nhĩ Kỳ và Libya. Người Ý chiếm đóng tất cả các hòn đảo của Dodecanese ngoại trừ Kastelorizo, đảo này về sau bị Pháp chiếm giữ.
Sau khi kết thúc cuộc chiến, theo Hiệp ước Lausanne lần thứ nhất, Ý duy trì sự chiếm đóng các hòn đảo theo sự bảo đảm của hiệp ước. Việc này tiếp tục cả sau khi Ý tuyên chiến với Ottoman (21 tháng 8 năm 1915) trong Chiến tranh Thế giới lần thứ nhất.
Các hòn đảo trở thành những căn cứ hải quân quan trọng cho Anh và Pháp; Ý là đồng minh với cả hai quốc gia trong cuộc chiến này. Dodecanese được sử dụng làm một vùng tập hợp quân cho nhiều chiến dịch, nổi tiếng nhất là chiến dịch Gallipoli. Một số đảo nhỏ bị Anh và Pháp chiếm đóng, song Rhodes vẫn nằm trong tay người Ý.
Sau chiến tranh, thỏa thuận Tittoni – Venizelos được ký vào ngày 29 tháng 7 năm 1919 đề nghị các đảo nhỏ hợp nhất vào Hy Lạp, trong khi Ý duy trì quyền kiểm soát Rhodes. Hiệp ước tiếp tục đưa ra một trao đổi khác khi Ý được nhận Antalya ở tây nam Tiểu Á. Hy Lạp sau đó thất bại trong Chiến tranh Hy Lạp-Thổ Nhĩ Kỳ và việc thành lập nước Thổ Nhĩ Kỳ hiện đại đã ngăn cản việc trao đổi này. Ý chính thức thôn tính Dodecanese với tên gọi Possedimenti Italiani dell'Egeo theo các điều khoản của Hiệp ước Lausanne. Mussolini đã bắt tay thực hiện một chương trình Ý hóa với hy vọng khiến Rhodes, một trung tâm giao thông hiện đại sẽ trở thành một điểm trọng tâm nhằm khuếch trương văn hóa Ý tại Levant. Quần đảo có cư dân nói tiếng Hy Lạp chiếm áp đảo, và thiểu số nói tiếng Thổ Nhĩ Kỳ và cộng đồng thiểu số Do Thái nói tiếng Ladino. Những người nhập cư nói tiếng Ý là một cộng đồng ngôn ngữ trên danh nghĩa.
Chương trình phát xít đã có một số tác động tích cực trong nỗ lực hiện đại hóa các đảo, kết quả là đã diệt trừ sốt rét, xây dựng các bệnh viện, cống dẫn nước, một nhà máy điện để cung cấp cho thủ phủ của Rhodes với các đèn điện và thành lập Địa chính Dodecanese. Lâu đài chính của các Hiệp sĩ Thánh Gioan được xây dựng lại. Phong cách kiến trúc phát xít chủ yếu bằng bê tông đã làm suy giảm trầm trọng phong cảnh đẹp như tranh vẽ của các đảo và cũng để nhắc nhở các cư dân rằng họ đang nằm dưới quyền cai trị của Ý.
Từ năm 1936 đến 1940 Cesare Maria De Vecchi là Thống đốc của Quần đảo Aegea thuộc Ý, ông đã thúc đẩy việc sử dụng chính thức tiếng Ý và  ủng hộ quá trình Ý hóa, và điều này chỉ bị gián đoạn khi nổ ra Chiến tranh Thế giới thứ hai. Năm 1936, trong cuộc điều tra dân số quần đảo Dodecanese của Ý, số liệu về tổng dân số là 129.135 người, trong đó người Ý là 7.015 người.
Trong Chiến tranh Thế giới thứ II, Ý tham gia vào Phe Trục, và sử dụng Dodecanese làm một nơi tập hợp hải quân để xâm lược Crete vào năm 1940. Sau khi Ý đầu hàng vào tháng 9 năm 1943, các đảo nhanh chóng trở thành một chiến trường giữa Đức Quốc xã và các lực lượng Đồng Minh, bao gồm cả người Ý. Người Đức đã thắng thế trong chiến dịch Dodecanese, và mặc dù họ đã bị đuổi ra khỏi Hy Lạp đại lục vào năm 1944 thì Dodecanese vẫn bị chiếm đóng cho tới cuối cuộc chiến vào năm 1945, trong thời gian đó toàn bộ 6.000 dân Do Thái đã bị trục xuất và giết chết. Chỉ có 1.200 người Do Thái nói tiếng Ladino là còn sống sót do họ đã may mắn đào thoát được đến khu vực bờ biển gần đó của Thổ Nhĩ Kỳ.

### Hậu chiến tranh thế giới thứ II
Sau chiến tranh, các đảo trở thành một khu vực bảo hộ quân sự của Anh, và gần như ngay lập tức cho phép các hoạt động dân sự, các đảo trở nên thông hiệp với Hy Lạp mặc dù có chủ quyền và sự kiểm soát quân sự riêng. Bất chấp phản đối từ Thổ Nhĩ Kỳ, chúng đã thống nhất vào Hy Lạp với Hiệp ước hòa bình với Ý vào năm 1947, chấm dứt 740 năm quần đảo bị nước ngoài cai trị.
Ngày nay, Rhodes cùng Dodecanese là các địa điểm du lịch nổi tiếng.

## Hành chính
Quận Dodecanese từng là một đơn vị hành chính riêng biệt tại Hy Lạp. Do cải cách chính quyền vào năm 2011, quận bị bãi bỏ và lãnh thổ của các đảo được chia thành 4 đơn vị thuộc vùng của vùng Nam Aegea:
- Kalymnos
- Karpathos
- Kos
- Rhodes